# 北条仲時

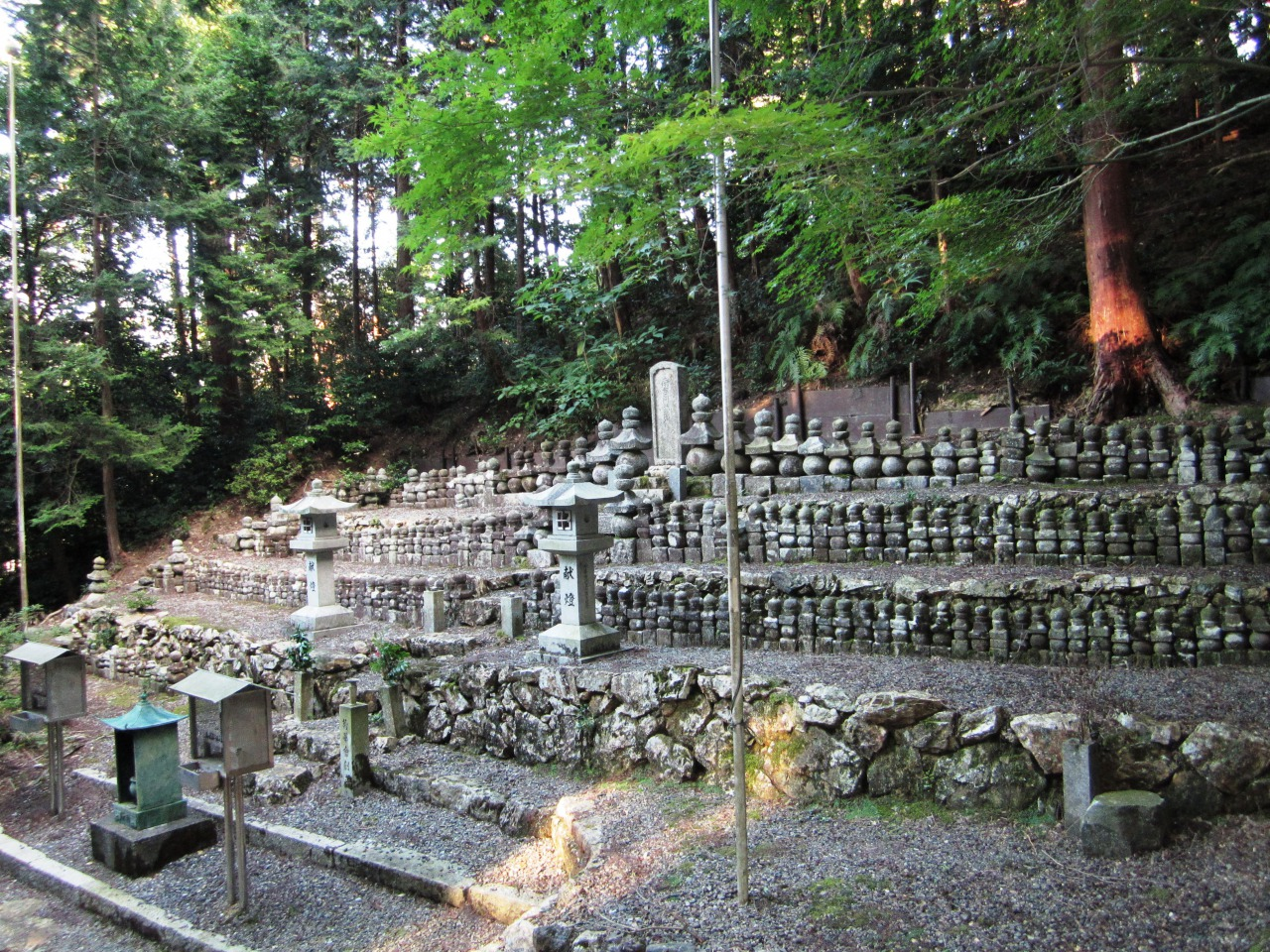
蓮華寺の北条仲時以下432名墓所

北条 仲時（ほうじょう なかとき）は、鎌倉時代末期の北条氏一門。鎌倉幕府最後の六波羅探題北方であり摂津守護も兼務した。普恩寺流で第13代執権である北条基時の子。普恩寺 仲時（ふおんじ なかとき）とも呼ばれる。

## 生涯
元徳2年（1330年）11月、鎌倉を発って上洛する。12月27日、六波羅探題北方となる。
元弘元年（1331年）の元弘の乱で、大仏貞直、金沢貞冬ら関東からの軍勢と協力し、挙兵して笠置山（京都府相楽郡笠置町）に篭城した後醍醐天皇を攻め、天皇を隠岐島に配流する。さらに護良親王や楠木正成らの追討・鎮圧を担当する。
元弘3年/正慶2年（1333年）5月、後醍醐天皇の綸旨を受けて挙兵に応じた足利尊氏（高氏）や赤松則村らに六波羅を攻められて落とされると、5月7日に六波羅探題南方の北条時益とともに六波羅の役所を脱出。光厳天皇・後伏見上皇・花園上皇を伴って東国へ落ち延びようとした。しかし、道中の近江国（滋賀県）で時益が野伏に襲われて討死し、仲時も同国番場峠（滋賀県米原市）で佐々木導誉が差し向けたとも言われる野伏に行く手を阻まれ、やむなく番場の蓮華寺に至り天皇と上皇の玉輦を移した後に、本堂前で一族432人と共に自刃した。享年28。
この史実は、『増鏡』『梅松論』『太平記』に詳しく記載されている。天皇と上皇は道誉に保護されて京都へ戻された。
仲時は摂津守護の職にあったため、摂津国の武士は戦で仲時の指揮下に入ることが義務付けられていた。しかし、六波羅探題側の敗北は決定的となっており、ほとんどの武士は従わなかったが、真上持直と信直の父子（真上政房とも）は仲時と行動を共にして最期を遂げている。
蓮華寺には自刃した432人の五輪塔群がある。

## 伝説
北条仲時と時益の残党が、美濃国加茂郡中野方村(岐阜県恵那市中野方町)に潜入し、当時存在した心観寺に立て籠り土岐氏の代官所に乱入したため、村民が土岐氏の代官と共に追い払ったが、仲時と時益の残党が心観寺に火を放って去ったために大伽藍が焼失したと伝わる。